# Mistrzostwa Świata w Boksie Kobiet 2002
Mistrzostwa Świata w Boksie Kobiet 2002 – 2. edycja mistrzostw świata w boksie kobiet, która odbyła się w dniach 21–27 października 2002 roku w tureckim mieście Antalya. Tabelę medalową wygrały pięściarki reprezentujące Koreańską Republikę Ludowo-Demokratyczną (dwa złote i dwa srebrne medale). 

## Medalistki
| Mistrzostwa Świata w Boksie Kobiet 2002 | Mistrzostwa Świata w Boksie Kobiet 2002 | Mistrzostwa Świata w Boksie Kobiet 2002 | Mistrzostwa Świata w Boksie Kobiet 2002 | Mistrzostwa Świata w Boksie Kobiet 2002 |
| --------------------------------------- | --------------------------------------- | --------------------------------------- | --------------------------------------- | --------------------------------------- |
| Kategoria wagowa                        |                                         |                                         |                                         |                                         |
| 45 kg                                   | M. C. Mary Kom                          | Jang Song-ae                            | Derya Aktop                             | Swietłana Miroszniczenko                |
| 48 kg                                   | Ri Jong-hyang                           | Tatiana Lebiediewa                      | Monica Csik                             | Kumari Meena                            |
| 51 kg                                   | Simona Galassi                          | Kim Kun-son                             | Lidia Andriejewa                        | Elefheria Paleologou                    |
| 54 kg                                   | Zhang Xiyan                             | Marzia Davide                           | Son Bi-ha                               | Anges Tapai                             |
| 57 kg                                   | Jo Pok-sun                              | Henriette Kitel-Birkeland               | Swietłana Kułakowa                      | Maria Semertzoglu                       |
| 60 kg                                   | Jennifer Smith-Ogg                      | Areti Mastroduka                        | Ana Santos                              | Naguana Smalls                          |
| 63,5 kg                                 | Myriam Lamare                           | Yasemin Ustalar                         | Daniela David                           | Sida Gasanowa                           |
| 67 kg                                   | Irina Sinetskaja                        | Natalie Brown                           | Tina Hansen                             | Desi Kontos                             |
| 71 kg                                   | Łarisa Bierezenko                       | Yvonne Reis                             | Paola Gabriela Casalinuovo              | Roxanne Lalancette                      |
| 75 kg                                   | Olga Slawinskaja                        | Betina Karlsen                          | Guo Shuai                               | Karamjit Kaur                           |
| 81 kg                                   | Anżela Torskaja                         | Irina Smirnowa                          | Jennyfer Grenon                         | Olga Nowosełowa                         |
| 90 kg                                   | Maria Kovacs                            | Marija Joworskaja                       | Devonne Canady                          | Jyotsana Haryana                        |

## Tabela medalowa
| Mistrzostwa Świata w Boksie Kobiet 2002 | Mistrzostwa Świata w Boksie Kobiet 2002 | Mistrzostwa Świata w Boksie Kobiet 2002 | Mistrzostwa Świata w Boksie Kobiet 2002 | Mistrzostwa Świata w Boksie Kobiet 2002 | Mistrzostwa Świata w Boksie Kobiet 2002 | Mistrzostwa Świata w Boksie Kobiet 2002 |
| --------------------------------------- | --------------------------------------- | --------------------------------------- | --------------------------------------- | --------------------------------------- | --------------------------------------- | --------------------------------------- |
| #                                       | Państwo                                 |                                         |                                         |                                         |                                         |                                         |
| 1                                       | Korea Północna                          | 2                                       | 2                                       | 1                                       | 5                                       |                                         |
| 2                                       | Ukraina                                 | 2                                       | 1                                       | 2                                       | 5                                       |                                         |
| 3                                       | Rosja                                   | 1                                       | 1                                       | 3                                       | 5                                       |                                         |
| 4                                       | Białoruś                                | 1                                       | 1                                       | 0                                       | 2                                       |                                         |
| 4=                                      | Włochy                                  | 1                                       | 1                                       | 0                                       | 2                                       |                                         |
| 6                                       | Indie                                   | 1                                       | 0                                       | 3                                       | 4                                       |                                         |
| 7                                       | Kanada                                  | 1                                       | 0                                       | 2                                       | 3                                       |                                         |
| 7=                                      | Węgry                                   | 1                                       | 0                                       | 2                                       | 3                                       |                                         |
| 9                                       | Chiny                                   | 1                                       | 0                                       | 1                                       | 2                                       |                                         |
| 10                                      | Francja                                 | 1                                       | 0                                       | 0                                       | 1                                       |                                         |
| 11                                      | Stany Zjednoczone                       | 0                                       | 2                                       | 2                                       | 4                                       |                                         |
| 12                                      | Grecja                                  | 0                                       | 1                                       | 2                                       | 3                                       |                                         |
| 13                                      | Dania                                   | 0                                       | 1                                       | 1                                       | 2                                       |                                         |
| 13=                                     | Turcja                                  | 0                                       | 1                                       | 1                                       | 2                                       |                                         |
| 15                                      | Norwegia                                | 0                                       | 1                                       | 0                                       | 1                                       |                                         |
| 16                                      | Argentyna                               | 0                                       | 0                                       | 2                                       | 2                                       |                                         |
| 17                                      | Brazylia                                | 0                                       | 0                                       | 1                                       | 1                                       |                                         |
| 17=                                     | Rumunia                                 | 0                                       | 0                                       | 1                                       | 1                                       |                                         |
| #                                       | Łącznie                                 | 12                                      | 12                                      | 24                                      | 48                                      |                                         |